# Thy Art Is Murder
Thy Art Is Murder é uma banda australiana de deathcore  de Blacktown, New South Wales (um subúrbio localizado na cidade de Sydney) formada no ano de 2006. A banda lançou dois EPs e três álbuns completos e estão atualmente com um contrato com a Nuclear Blast. Seu EP de 2008 Infinite Death, alcançou posição nº 10 nas paradas AIR após o lançamento, e seu segundo álbum de estúdio Hate estreou no nº 35 no ARIA Charts, tornando-os a primeira banda de metal extremo alcançar o Top 40 deste gráfico. O álbum também alcançou nº 1 no AIR. Em 4º no iTunes metal charts respectivamente nos Estados Unidos e canadá em sua semana de lançamento.

## História

### Formação, EPs e The Adversary
Formada em 2006, na localidade de Western Sydney Blacktown, o grupo originalmente consistia do vocalista Brendan Van Ryn, os guitarristas Gary Markowski e Sean Delander, o baixista Josh King eo baterista Lee Stanton. Partindo de um público fiel na cena deathcore de Western Sydney, eles gravaram três demonstrações a faixa "This Hole Isn't Deep Enough for the Twelve of You". Eles voltaram para o estúdio em 2008 para gravar o EP Infinite Death, o que lhes ganharam ainda mais atenção com suas letras de ódio contra prostitutas, de Van Ryn. O EP alcançou número 10 nas paradas AIR.
Depois de dois anos de uma implacável turnê nacional, Van Ryn deixou o grupo devido a diferenças criativas e uma incapacidade de manter-se com a sua evolução no som de death metal. Sua saída foi anunciada em 2008. Thy Art Is Murder procurou por um ano um novo vocalista, até encontrar o Chris "CJ" McMahon da banda de metalcore de Sydney "Vegas in Ruins". A banda estava tão impressionada com seu vocal death growl que logo ele entrou na banda, estreando em 2009. Baixista Mick Lowe substituído Josh King pouco antes de a banda começar a gravar seu primeiro álbum de estúdio The Adversary, lançado em 16 de Julho de 2010.
Banda de deathcore canadense Despised Icon anunciou que a Thy Art Is Murder e The Shore Red iria se juntar com eles na australia em sua turnê de despedida no final daquele ano, posteriormente em 2014 Despised Icon se reuniram e estão na ativa.
A banda anunciou em 21 de dezembro de 2015, que o vocalista CJ McMahon decidiu deixar a banda para se dedicar em sua família.

## Estilo musical e temas
Thy Art is Murder executa um subgênero do metal extremo conhecido como deathcore, que é uma fusão entre o death metal e hardcore. Os temas abordado em suas músicas são muitas das vezes anticristianismo e antirreligião. No EP de estreia da banda "Infinite Death", as canções consentia com letras de ódio e repúdio à prostitutas que era composta por seu vocalista original Brendan Van Ryn. Com a saida de Brendan Van Ryn a banda deixou de abordar esses temas nas canções

## Membros
Membros atuais
- Chris "CJ" McMahon - vocal (2009-2015) (2017-presente)
- Sean Delander - guitarra (2010-presente) guitarra (2006-2010)
- Lee Stanton - bateria (2006-presente)
- Andy Marsh - guitarra (2010-presente)
- Kevin Butler - baixo (2015-presente)

Ex-membros
- Brendan Van Ryn - vocal (2006-2008)
- Gary Markowski - guitarra (2006-2010)
- Josh King - baixo (2006-2009)
- Mick Lowe - baixo (2009-2010)
- Tom Brown - guitarra (2010-2012)

Membros de Turnês
- Lochlan Watt - vocal (2016-2017)

## Discografia
Álbuns de estúdio
- The Adversary (2010)
- Hate (2012)
- Holy War (2015)
- Dear Desolation (2017)
- Human Target (2019)
- Godlike (2023)

EPs
- This Hole Isn't Deep Enough for the Twelve of You (2007)
- Infinite Death (2008)
- The Depression Sessions (2016)